# Фридрих I (Бранденбург)
Вижте пояснителната страница за други личности с името Фридрих I.
Фридрих I от Бранденбург  (на немски: Friedrich I von Brandenburg, * 21 септември 1371 в Нюрнберг, † 20 септември 1440 в замък Кадолцбург при Нюрнберг) е първият курфюрст на Бранденбург (1415 – 1440) от Дом Хоенцолерн. Той е първо бург граф на Нюрнберг като Фридрих VI от Нюрнберг (1397 – 1420), след разделянето на наследството от баща му маркграф на Бранденбург-Ансбах (1398 – 1440) и след смъртта на брат му Йохан също маркграф на Бранденбург-Кулмбах (1420 – 1440).

## Произход
Фридрих е син на бургграф Фридрих V от Нюрнберг (1333 – 1398) и принцеса Елизабет фон Майсен (1329 – 1375) от рода Ветини, дъщеря на маркграф Фридрих II от Майсен (1310 – 1349) и Мехтхилд/Матилда Баварска (1313 – 1346), най-възрастната дъщеря на император Лудвиг Баварски и първата му съпруга Беатрикс от Силезия-Глогау.

## На служба при Сигизмунд и борби за власт
Фридрих е на служба при австрийците и се бие против турците заедно с унгарския и по-късен римско-немски крал Сигизмунд Люксембургски. През 1396 г. Фридрих и брат му Йохан участват в битката при Никополис по време на похода против турците. Двамата успяват да се спасят.
След завръщането им двамата братя си разделят наследството на баща им (Dispositio Fridericiana). Йохан получава Кулмбах, Фридрих – Ансбах. През 1409 година Фридрих се връща в Ансбах и скоро постъпва на служба при крал Сигизмунд.
През май 1410 година, след смъртта на краля Рупрехт, тронът на Свещената Римска империя се оказва вакантен. Сигизмунд се нуждае от поддръжката на Фридрих в борбата за трона. В това време Йобст Моравски управлява курфюрство Бранденбург и така е един от курфюрстите, имащи право на глас при изборите за император. Само че самият Сигизмунд претендира за това право и назначава Фридрих за свой представител от курфюрство Бранденбург на изборите за император на 20 септември 1410 година. Изборът на нов крал се усложнява от факта, че император Вацлав Люксембург живее в Бохемия и църковният разкол продължава в Европа.
И ако думите на курфюрста на Кьолн, който заявява, че изборът на римския крал не е необходим, тъй като Венцел продължава да бъде римски крал, лесно се игнорират, то разколът създава много проблеми. Йохан II фон Насау, архиепископ на Майнц и Фридрих III фон Сарверден, архиепископ на Кьолн, които подкрепят папа Александър V от Пиза, привличат на своя страна Адолф, херцог на Берг, Стефан Баварски, и Фридрих, маркграф на Майсен и ландграф на Тюрингия.
Архиепископ Вернер фон Фалкенщайн от Трир, който подкрепя папа Григорий XII, има по-малко привърженици. Сред тях обаче са синът на починалия крал Рупрехт – курфюрст Лудвиг и неговият братовчед Фридрих, бургграф на Нюрнберг. Фридрих Хохенцолерн изплаща дълговете на Сигизмунд и убеждава Вернер от Трир и Лудвиг Пфалц да преминат на страната на Сигизмунд .
На 1 септември 1410 г. във Франкфурт се състоя среща на избирателите. Бургграф Фридрих, пристига с голяма свита като „представител на избирателя на Бранденбург“ и планира да влезе в града заедно с 200 конници (което според „Златната була“ е разрешено само на избирателите). Но той е приет в града само като „посланик на краля на Унгария“.
На 20 септември 1410 г. Вернер фон Фалкенщайн архиепископ и курфюрст на Трир и Лудвиг Пфалц като избиратели, Фридрих Нюрнбергски като представител се появяват пред градската катедрала . Избирателите на Саксония, Майнц и Кьолн отказват да започнат избори до пристигането на „избирателя на Бранденбург“ Йобст . Затова на 20 септември Йохан, курфюрст на Майнц, като архиепископ, забранява откриването на заседанието в църквата. Тогава Фридрих, заедно със своите съюзници, отиват до гробището в съседство с катедралата и там провъзгласяват избора на Сигизмунд. Избирателите на Майнц и Кьолн изразяват своя протест. Те привличат Вацлав IV на своя страна, който признава Йобст за „курфюрст-избирател от Бранденбург“. Заедно с гласа на Рудолф III от Саксония, Йобст получава 5 гласа и е провъзгласен за германски крал на 1 октомври 1410 г. в градската катедрала .
Въпреки че Сигизмунд е избран по-рано, Йобст Моравски е подкрепен от повечето избиратели. Така в империята се появяват двама римски крале. Нито единият, нито другият обаче проявяват активност до януари 1411 година. През цялото това време интересите на Сигизмунд в Германия са представени от Фридрих и Йохан от Нюрнберг и Еберхард от Вюртемберг. На 11 януари 1411 г. Сигизмунд обявява съгласието си да заеме престола. В отговор Йобст започва да събира войски, но умира при подозрителни обстоятелства на 18 януари 1411 година. Това дава възможност на Сигизмунд да си върне контрола над Бранденбург и да премахне пречките за овладяване на императорския трон по-късно същата година. Затова Сигизмунд изпраща Фридрих при Вацлав. Братята се съгласяват, че Сигизмунд ще бъде римски крал, а Вацлав император. Решават, че заедно ще се борят срещу църковния разкол. Вацлав спечелва на страната на Сигизмунд Рудолф III от Саксония, а Фридрих Хохенцолерн, избирателите на Кьолн и Майнц. Така въпреки протестите на избирателите на Трир и Пфалц, които настояват за първите избори, Сигизмунд след юли 1411 г. е провъзгласен за римски крал за втори път, но вече в катедралата .
На 30 април 1415 г. на Констанцкия събор крал Сигизмунд дава на Фридрих Хохенцолер наследствените титли маркграф и курфюрст. На 27 юни 1427 г. Фридрих продава замъка Нюрнберг на град Нюрнберг, който става свободен имперски град.

## Деца
Фридрих се жени на 18 септември 1401 г. за Елизабета Баварска (1383 – 1442), дъщеря на херцог Фридрих от Бавария-Ландсхут и има с нея децата:
- Елизабет (1403 – 1449)

∞ 1. 1418/20 херцог Лудвиг II от Лигниц и Бриг (1380/5 – 1436)
∞ 2. 1438/39 херцог Венцел I от Чешин (1413/18 – 1474)
- Йохан Алхимист (1406 – 1464), отказва се от правата на първороден 1437, маркграф на Бранденбург-Кулмбах

∞ 1416 принцеса Барбара от Саксония-Витенберг (1405 – 1465)
- Цецилия (1405 – 1449)

∞ 1423 херцог Вилхелм I от Брауншвайг-Волфенбютел (1392 – 1482)
- Маргарета (1410 – 1465)

∞ 1. 1423 херцог Албрехт V от Мекленбург (1397 – 1423)
∞ 2. 1441 херцог Лудвиг VIII от Бавария-Инголщат (1403 – 1445)
- Магдалена (1412 – 1454)

∞ 1426 херцог Фридрих II от Брауншвайг-Люнебург (1418 – 1478)
- Фридрих II Железния зъб (1413 – 1471), курфюрст на Бранденбург

∞ 1446 принцеса Катарина от Саксония (1421 – 1476)
- Албрехт III Ахилес (1414 – 1486), курфюрст на Бранденбург

∞ 1. 1446 принцеса Маргарета фон Баден (1431 – 1457)
∞ 2. 1458 принцеса Анна от Саксония (1437 – 1512)
- Софи (1416 – 1417)
- Доротея (1420 – 1491)

∞ 1432 херцог Хайнрих IV от Мекленбург (1417 – 1477)
- Фридрих Младши (1424 – 1463), наричан също Мазния, господар на Алтмарк 1447

∞ 1449 принцеса Агнес от Померания (1436 – 1512)